# 1066
1066. је била проста година.

## Догађаји

### Јануар
- 5. јануар — Едвард Исповедник умире након 24 године владавине; Витенагемот проглашава Харолда Годвинсона за новог краља Енглеске.
- 6. јануар — Харолд II је крунисан, чиме је постао последњи енглески англосаксонски краљ.

### Фебруар
- 20. септембар — Битка код Фалфорда
- 25. септембар — Харолд Годвинсон је поразио Харалда Хардраду у бици на Стамфорд бриџу, чиме су окончани викиншки напади на Британска острва.
- 28. септембар — Нормански војвода Вилијам, искрцао се с војском код Певенсија у јужној енглеској покрајини Сасекс и почео освајање Енглеске.

### Октобар
- 14. октобар — Војска Вилијама Освајача је поразила енглеску војску код Хејстингса и убила Харолда Годвинсона, последњег крунисаног англосаксонског краља Енглеске.

### Децембар
- 25. децембар — Вилијам Освајач је крунисан у Вестминстерској опатији као Вилијам I од Енглеске.

## Смрти

### Јануар
- 5. јануар — Едвард Исповедник, енглески краљ

### Фебруар
- 23. март — Никон Печерски, православни светац

### Април
- 14. октобар — Харолд II Енглески, енглески краљ

### Непознат датум
- Википедија:Непознат датум — Преподобни Никон Печерски, хришћански светитељ.
- Википедија:Непознат датум — Преподобни Георгије, хришћански светитељ.